# Коламбія (Південна Дакота)
Коламбія (англ. Columbia) — місто (англ. city) в США, в окрузі Браун штату Південна Дакота. Населення — 160 осіб (2020).

## Географія
Коламбія розташована за координатами 45°36′53″ пн. ш. 98°18′38″ зх. д. / 45.61472° пн. ш. 98.31056° зх. д. (45.614824, -98.310640).  За даними Бюро перепису населення США в 2010 році місто мало площу 3,93 км², уся площа — суходіл.

## Демографія
Згідно з переписом 2010 року, у місті мешкало 136 осіб у 70 домогосподарствах у складі 39 родин. Густота населення становила 35 осіб/км².  Було 80 помешкань (20/км²).
Расовий склад населення:
| - 98,5 % — білих |

До двох чи більше рас належало 0,7 %. Частка іспаномовних становила 2,2 % від усіх жителів.
За віковим діапазоном населення розподілялося таким чином: 15,4 % — особи молодші 18 років, 60,3 % — особи у віці 18—64 років, 24,3 % — особи у віці 65 років та старші. Медіана віку мешканця становила 51,0 року. На 100 осіб жіночої статі у місті припадало 106,1 чоловіків;  на 100 жінок у віці від 18 років та старших — 105,4 чоловіків також старших 18 років.
Середній дохід на одне домашнє господарство  становив 70 106 доларів США (медіана — 41 250), а середній дохід на одну сім'ю — 106 597 доларів (медіана — 61 875). Медіана доходів становила 46 500 доларів для чоловіків та 28 750 доларів для жінок. За межею бідності перебувало 5,3 % осіб, у тому числі 0,0 % дітей у віці до 18 років та 3,0 % осіб у віці 65 років та старших.
Цивільне працевлаштоване населення становило 73 особи. Основні галузі зайнятості: освіта, охорона здоров'я та соціальна допомога — 19,2 %, роздрібна торгівля — 15,1 %, публічна адміністрація — 13,7 %.